# RS-511
Pour les articles homonymes, voir Route 511.

La RS-511 est une route locale du Centre-Ouest de l'État du Rio Grande do Sul située dans la municipalité de Santa Maria. Elle consiste en un petit tronçon de 10 km entre l'embranchement avec la RS-804 et la jonction avec la RS-509.